# Catharosia flavicornis
Catharosia flavicornis är en tvåvingeart som först beskrevs av Zetterstedt 1859.  Catharosia flavicornis ingår i släktet Catharosia och familjen parasitflugor. Arten är reproducerande i Sverige. Inga underarter finns listade i Catalogue of Life.